# 린홀리 존슨

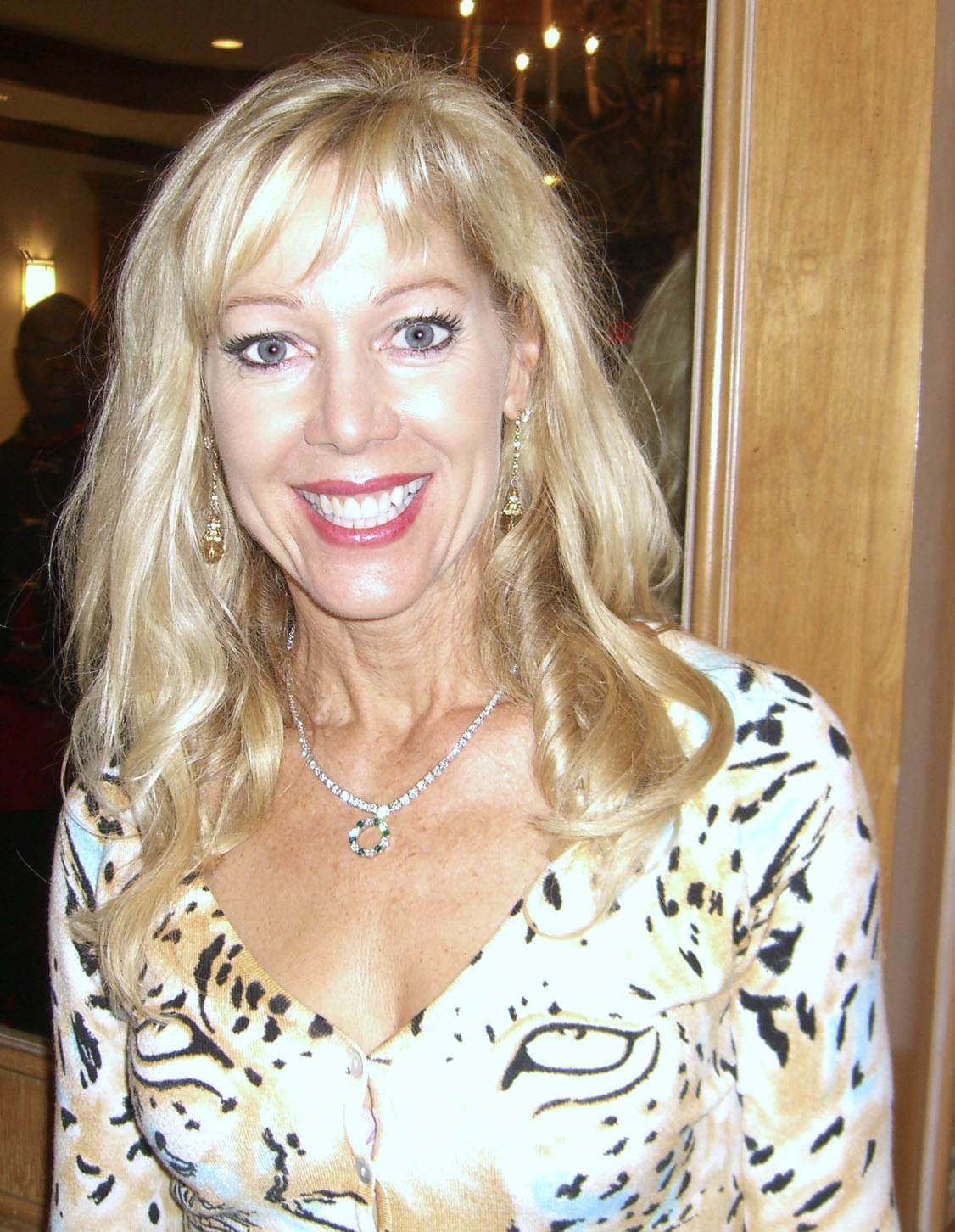

린홀리 존슨(Lynn-Holly Johnson, 1958년 12월 13일 ~ )은 미국의 피겨 스케이팅 선수, 배우이다.
시카고에서 태어났다.

## 영화
- 킬링 타겟트 (1996년)
- 크리미널 마인드 (1993년)
- 아웃 오브 사이트, 아웃 오브 마인드 (1990년)
- 우주 특명 (1989년) - 아리어스 크리스틴슨 역
- 시스터후드 (1988년)
- 에이리언 프레데터 (1987년)
- 남자 사냥 (1984년)
- 007 유어 아이스 온리 (1981년) - 비비 달 역
- 숲속의 눈동자 (1980년)
- 사랑이 머무는 곳에 (1978년)